# Pelicans Lahti
Pelicans Lahti (w skrócie Pelicans) – fiński klub hokeja na lodzie z siedzibą w Lahti, występujący w rozgrywkach Liiga.

## Nazwy
- Viipurin Reipas (1891–1950)
- Lahden Reipas (1950–1975)
- Kiekko-Reipas (1975–1989)
- Hockey-Reipas (1989–1992)
- Reipas Lahti (1992–1996)
- Pelicans (1996–)

## Sukcesy
- Złoty medal mistrzostw Finlandii: 1928 (SM-sarja)
- Srebrny medal mistrzostw Finlandii: 2012, 2023
- Hopealuistin: 2012
- Puchar Tatrzański: 2016

## Zawodnicy
Numery zastrzeżone
- 11 – Hannu Koskinen
- 13 – Erkki Laine
- 17 – Kari Eloranta